# داملش

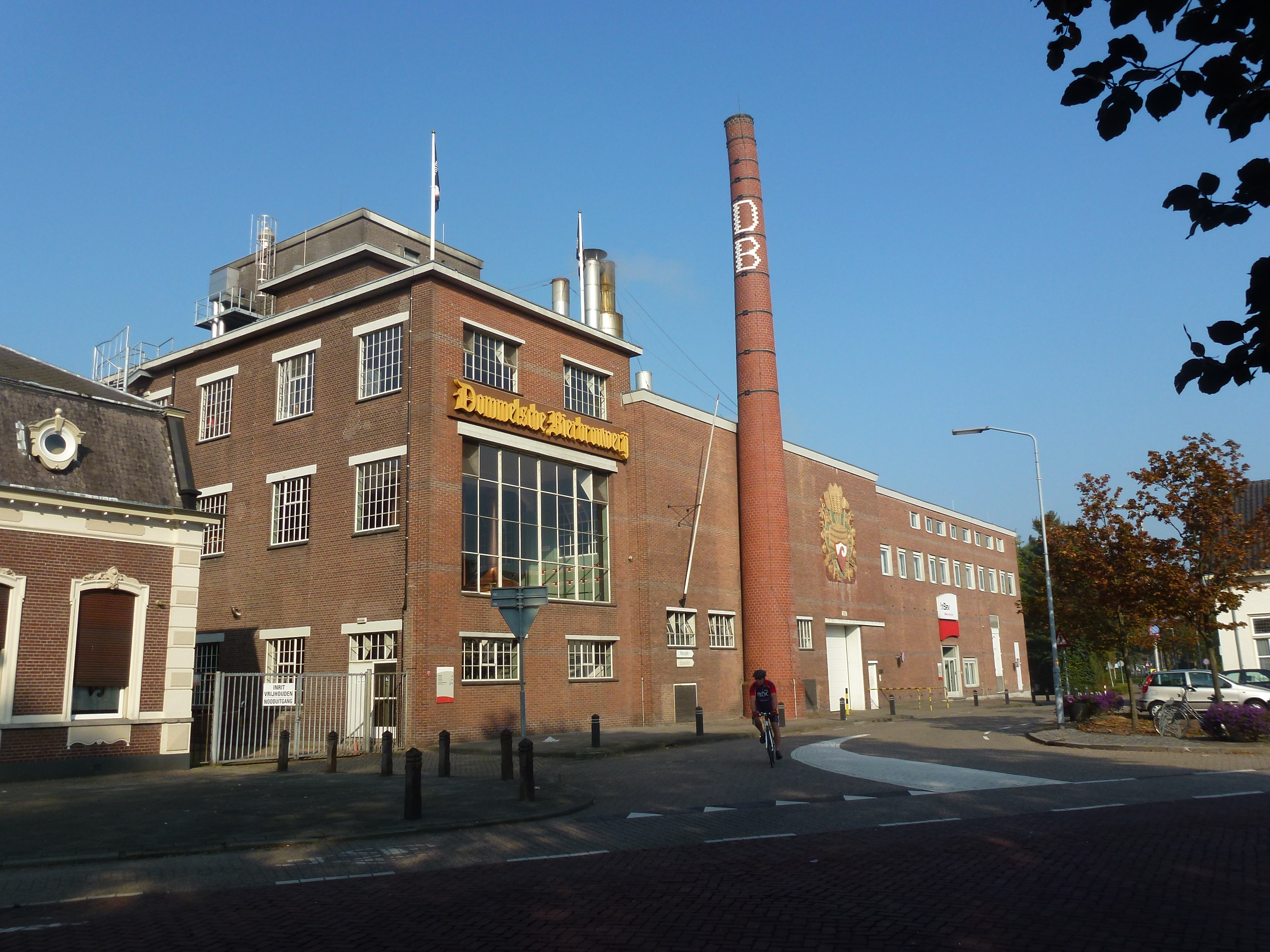
ساختمان شرکت داملش

داملش (انگلیسی: Dommelsch) شرکت نوشیدنی هلندی است، که در سال ۱۷۴۴ تأسیس شد و هم‌اکنون زیرمجموعه‌ای از شرکت انهایزر-بوش اینبیف می‌باشد.